# Safinamidă
Safinamida este un medicament antiparkinsonian, un inhibitor reversibil și selectiv al monoaminoxidazei-B (IMAO-B), fiind utilizat în tratamentul bolii Parkinson. Calea de administrare disponibilă este cea orală.

## Utilizări medicale
Safinamida este utilizată în tratamentul bolii Parkinson idiopatică, în asociere cu levodopa fie în monoterapie, fie în asociere cu alte medicamente antiparkinsoniene, la pacienții cu boală Parkinson în stadiu mediu până la avansat, ce prezintă „fluctuații motorii” (simptome de tip „off”).
Principalele efecte adverse asociate tratamentului cu rasagilină sunt: cefalee, insomnie, diskinezie și hipotensiune ortstatică.